# Río Asisa
Pour les articles homonymes, voir Asisa.
Le río Asisa est un cours d'eau de l'Amazonie vénézuélienne. Situé dans l'État d'Amazonas, il est un sous affluent de l'Orénoque et se jette en rive gauche du río Parú dont il est l'un des principaux affluents avec le río Seje. Il prend sa source dans le massif de Parú-Euaja, tout comme les ríos Seje, Parú et Viecura.